# Carlo Senni
Carlo Senni (Roma, 20 aprile 1879 – Roma, 10 marzo 1946) è stato un diplomatico e politico italiano.

## Biografia
Di nobili origini, figlio dei conti Vincenzo e Carlotta Diatti, in seguito ad esame di concorso è ammesso come applicato volontario nella carriera consolare nel 1902. Destinato al Cairo, è trasferito a Porto Said nel febbraio del 1904 con funzioni di Vice Console. Dopo la promozione a Vice Console di II classe nel novembre dello stesso anno, Carlo Senni presta servizio a Costantinopoli dal 1905 al 1907, quando è trasferito a Gerusalemme in qualità di reggente il Consolato. Dopo la conferma nel ruolo di Console a Gerusalemme nel 1909, Carlo Senni presta servizio nella città sacra per le tre religioni monoteiste, allora facente parte dell'Impero Ottomano, fino allo scoppio della Prima Guerra Mondiale. Nel 1915, con il Regno d'Italia già entrato in guerra a fianco delle Potenze dell'Intesa, Carlo Senni è destinato al Cairo, dopo un breve passaggio al Ministero degli Affari Esteri a Roma. Negli anni 20 Carlo Senni presta servizio in Norvegia e, nel 1932, è capo dell'ufficio cerimoniale presso il Ministero degli Affari Esteri. Delegato alla Conferenza di Stresa nel 1935, è collocato a riposo, con il grado di Ambasciatore, nel 1936. Nel 1939 fu nominato senatore del Regno d'Italia.